# Сифнос
Си́фнос (Сифн, греч. Σίφνος) — остров в Греции, в южной части Эгейского моря. Один из островов архипелага Киклады, находится между Милосом и Серифосом примерно в 130 километрах к юго-востоку от Афин.

## География

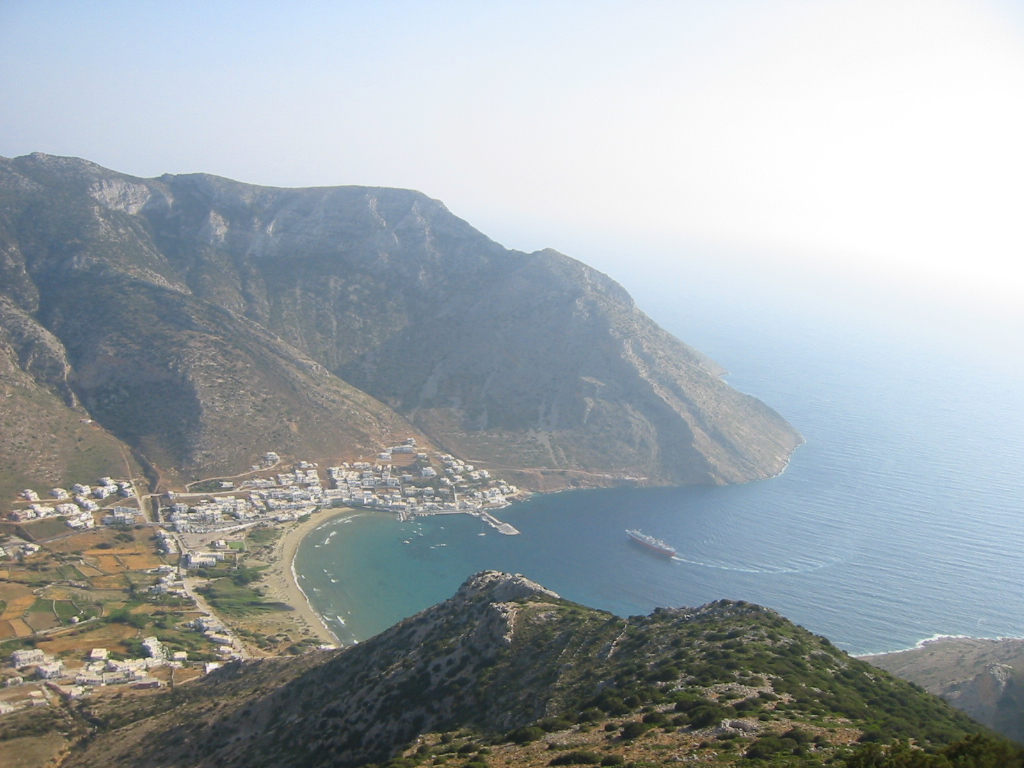
Вид на Камаре — гавань острова Сифнос

Остров имеет вытянутую форму. Длина острова — около 15 километров, ширина — 7,5 километра. Площадь острова составляет почти 74 км², а длина береговой линии — около 70 километров.

## История
Первоначально назывался Меропой (Μερόπη), Меропией (Μεροπία) и Аки́дой (лат. Acis, др.-греч. Ἆκις).

Остров заселен людьми несколько тысяч лет назад. На острове остались свидетельства пребывания на нём в древности финикийцев и жителей Карии. Во втором тысячелетии до н.э. на острове существовала минойская культура, остров был тесно связан с Критом. Видимо в это время на острове стали разрабатывать золотые и серебряные рудники. В период великого греческого переселения остров был заселен ионийцами. В VI веке до н. э. остров переживал свой расцвет, главным образом благодаря своим золоту и серебру. Остров был настолько богат, что посвятил храму Аполлона в Дельфах целую сокровищницу — так называемую Сокровищницу сифносцев. Геродот упоминает об этом в своей «Истории»: 

Сифнос тогда процветал и был самым богатым из всех островов. На острове были золотые и серебряные рудники, такие богатые, что на десятину доходов с них сифнийцы воздвигли в Дельфах одну из самых пышных сокровищниц. Ежегодно граждане острова делили доходы между собой.

Но постепенно добыча золота и серебра на острове прекратилась.
Павсаний пишет об этом так:

Устроили сокровищницу и сифнийцы по следующему поводу: у сифнийцев на острове открылись золотые россыпи, и бог велел им из доходов вносить десятую часть в Дельфы. Они выстроили сокровищницу и стали привозить сюда десятину. Но когда они вследствие жадности прекратили эти взносы, то море разлилось и наводнением похоронило их россыпи.

Другим известным товаром с острова был синий или голубой сифносский камень, активно использовавшийся при строительстве и украшении зданий по всей Элладе, в частности в Афинах. 
Британский археолог Бент обнаружил в двух местах на берегу моря следы древних выработок, а кроме того, также на берегу моря открыл довольно протяженную штольню. В стенках её были видны вырубленные ниши для ламп рудокопов. Найдены также орудия труда и следы от них на стенках штольни. Бент обследовал дно моря и нашел там остатки шлака. Это подтверждает данные Павсания о землетрясении на острове, в результате которого большая часть рудников была затоплена.
Кроме золота и серебра на острове добывалось железо. Месторождения железной руды сохранились на острове до сих пор. Благодаря особым глинам остров был знаменит на всю Грецию своим гончарным производством и производством керамики. Это было основным занятием жителей острова в античную эпоху.
В V веке до н. э. остров входил в состав Афинского морского союза, затем в состав Римской империи. В Римскую эпоху остров использовался как место ссылки. После падения Рима остров входил в состав Византии. В 1207 году захвачен крестоносцами и передан ими в состав Наксосского герцогства. После гибели последнего вошел в состав Венецианской республики. В отличие от других островов Киклад остров вошел в состав Османской империи достаточно поздно, лишь в 1607 году. Сифнос входит в состав Греции с момента воссоздания современного государства — с 1831 года.

## Населённые пункты
На самом острове несколько населённых пунктов. Гавань острова Камаре расположена на западном побережье и имеет 245 постоянных жителей по переписи 2011 года, связана автобусами с остальными селениями острова. Административный центр Аполония (население 869 человек), расположена в 6 километрах от Камаре — построена на трёх холмах, привлекает своей традиционной архитектурой. В городе есть Историко-краеведческий музей и Археологический музей с коллекцией скульптур архаической и эллинистической эпох и керамики различных периодов — от геометрического до византийского. И Аполония, и расположенные вокруг неё населённые пункты — Артемон, Эксамбела (Εξάμπελα), Като-Петалион — образцы кикладской архитектуры. Это своеобразные архитектурные ансамбли, где всё — стены, каменные скамьи, дворы, улочки — напоминает бесконечное переплетение кубов, находящееся в полнейшей гармонии с окружающим пейзажем. Единственное исключение — старая столица острова Кастрон, остающаяся образцом средневекового зодчества. Кастрон расположен в 3 километрах от Аполонии на небольшом холме, в селении также есть небольшой археологический музей. Пейзаж острова дополняют многочисленные ветряные мельницы и 365 церквушек и часовен, которые «растут» повсюду как белые грибы на сером ковре.

## Транспорт
На остров ходит паром из Пирея по маршруту Пирей — Китнос — Серифос — Сифнос — Милос — Кимолос. Некоторые паромы на острова Парос и Наксос также останавливаются на острове. На многочисленных лодках, катамаранах и судах на подводных крыльях можно добраться на соседние острова Киклад.

## Известные уроженцы
- Панориос, Константинос (1857—1892) — греческий художник, представитель Мюнхенской школы греческой живописи.
- Григорий VII (Зервудакис) — патриарх Константинопольский [1923-1924].
- Грипарис, Иоаннис (1870—1942) — театральный писатель и переводчик, директор Национального театра Греции.
- Провеленгиос, Аристоменис (1850-1936) — греческий политик и поэт.